# 2. Ober-Elsässisches Infanterie-Regiment Nr. 171
Das 2. Ober-Elsässische Infanterie-Regiment Nr. 171 war ein Infanterieverband der Preußischen Armee.

## Geschichte
Der Verband wurde am 1. April 1897 unter der Bezeichnung Infanterie-Regiment Nr. 171 aufgestellt und zunächst in Bitsch stationiert. Es formierte sich aus den 1893 aufgestellten IV. Halb-Bataillonen der Infanterie-Regimenter Nr. 97 und 136 (I. Bataillon) sowie 60 und 137 (II. Bataillon). Das Regiment war der 85. Infanterie-Brigade der 30. Division unterstellt.
Mit dem Bezug von Colmar als neue Garnison wurde das Regiment 1901 der 82. Infanterie-Brigade der 39. Division unterstellt.
Am 27. Januar 1902 erließ Wilhelm II. den Armee-Befehl, dass die bislang noch ohne landmannschaftliche Bezeichnung geführten Verbände zur besseren Unterscheidung und zur Traditionsbildung eine Namenserweiterung erhielten. Das Regiment führte daher ab diesem Zeitpunkt die Bezeichnung 2. Ober-Elsässisches Infanterie-Regiment Nr. 171.
1909 wurde der Verband unter Abgaben von Kompanien anderer Regimenter um ein III. Bataillon erweitert. Es formierte sich ab diesem Zeitpunkt zu drei Bataillonen zu je vier Kompanien. Zum 1. Oktober 1912 erhielt das Regiment eine MG-Kompanie.

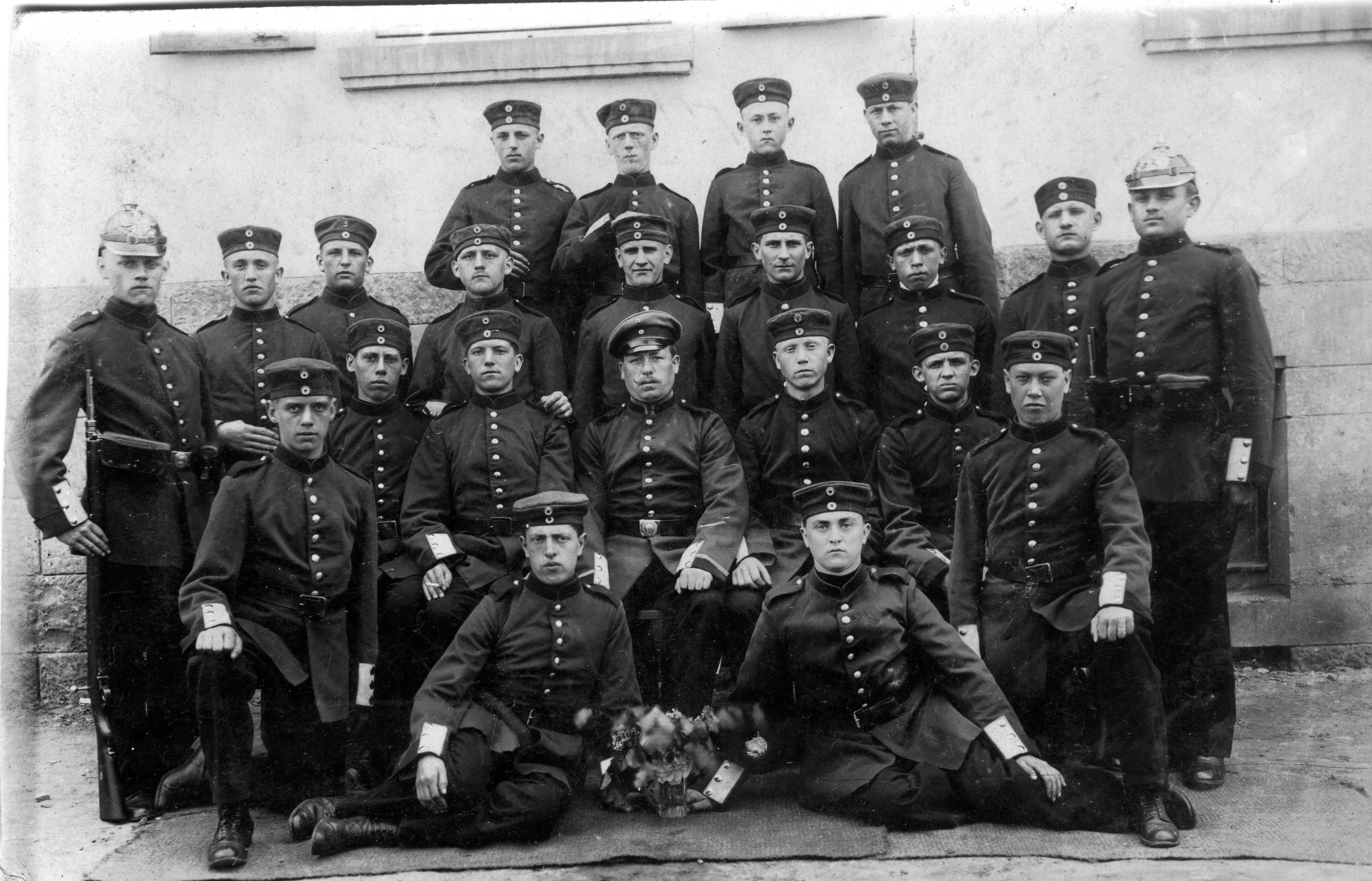
Korporalschaft des II. Ersatz-Bataillons in Vorkriegsuniformen
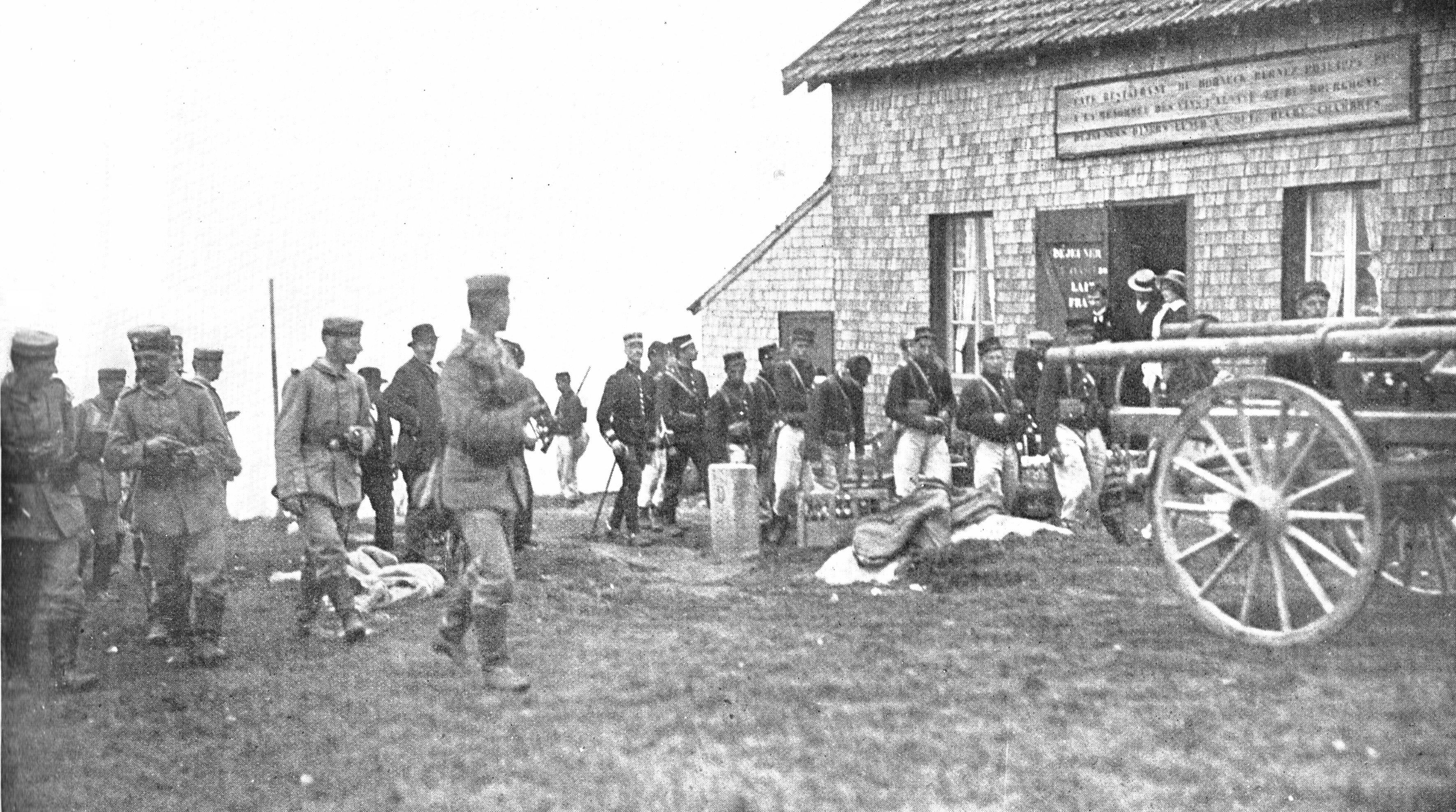
Begegnung im Manöver mit französischen Jägern zu Fuß im August 1913
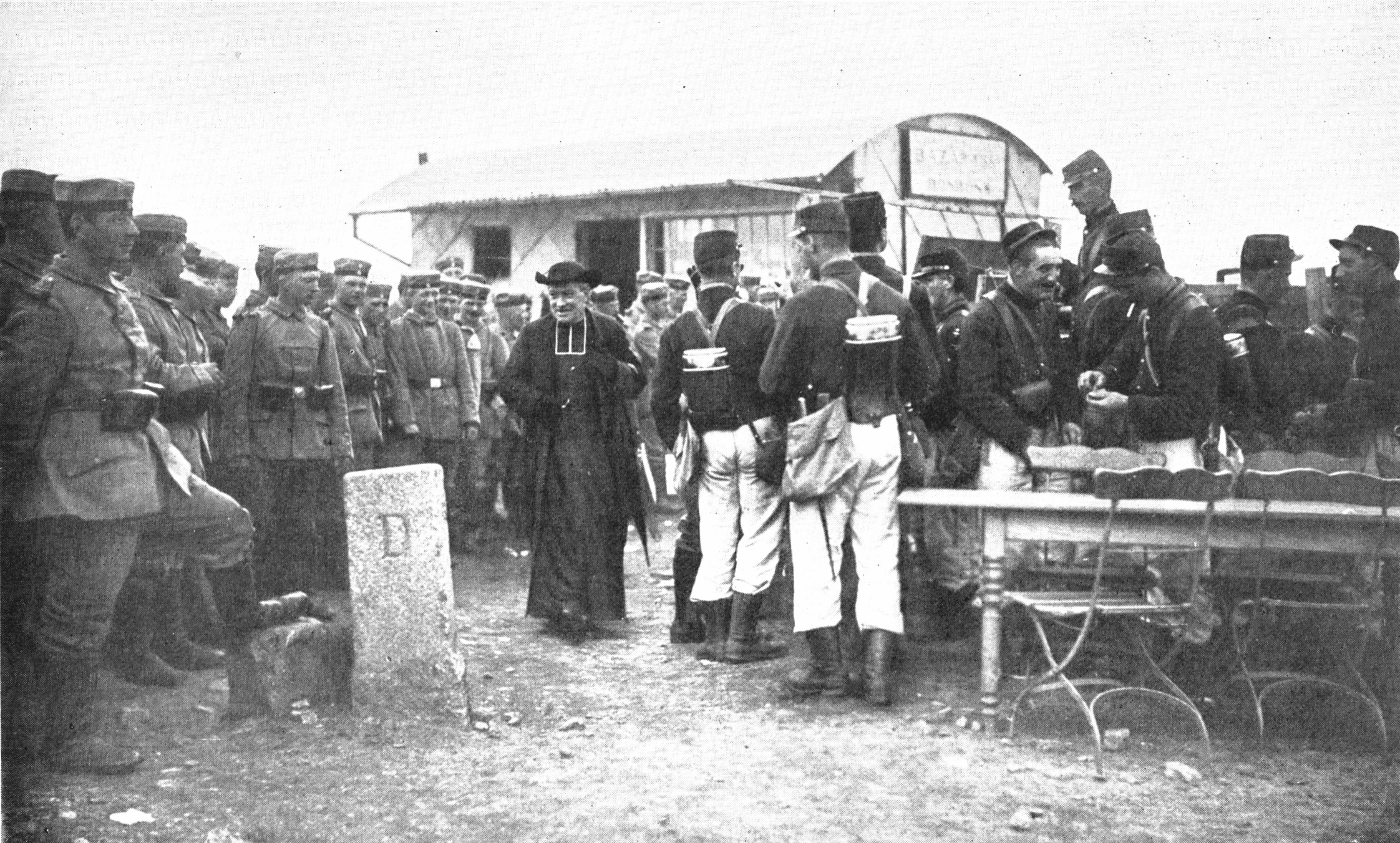
… auf dem Gipfel des Hohneck unmittelbar an der damaligen deutsch-französischen Grenze

### Erster Weltkrieg
Während des Krieges wurden zwei Ersatzbataillone in Lahr aufgestellt, von denen das zweite 1917 wieder aufgelöst wurde.

#### 1914
Zu Beginn des Ersten Weltkriegs machte das Regiment am 2. August 1914 mobil und wurde zunächst im Grenzschutz gegen Frankreich eingesetzt. Dabei kam es zu Gefechten in den Vogesen sowie bei Sennheim-Mülhausen. Daran schlossen sich die Schlachten in Lothringen und bis 7. September vor Nancy-Epinal an. Vom 13. September bis 19. Oktober stand das Regiment in Kämpfe an der Aisne und ging ab 23. Oktober in den Stellungskrieg in Flandern und Artois über. Nach der Schlacht an der Yser vom 27. bis 30. November lag das Regiment dort in Stellungskämpfen.

#### 1915
Ab 2. April gehörte das Regiment zur Reserve der OHL und wurde am 13. April der 229. Infanterie-Brigade unterstellt.
- 09. bis 27. Mai – Schlacht bei La Bassée und Arras
- 27. Mai bis 10. Juni – Reserve der OHL
- 11. Juni bis 30. Juli – Kämpfe an der Aisne
- 30. Juli bis 11. August – Reserve der OHL und Transport nach dem Osten
- 17. bis 18. August – Belagerung von Kowno
- 19. August bis 8. September – Njemen-Schlacht
- 09. September bis 2. Oktober – Schlacht bei Wilna
- ab 3. Oktober – Stellungskämpfe zwischen Krewo-Smorgon-Narotschsee-Tweretsch

#### 1916
Während der Stellungskämpfe zwischen Krewo-Smorgon-Narotschsee-Tweretsch war das Regiment vom 1. Januar bis zum 27. Juni direkt der 31. Infanterie-Division unterstellt. Anschließend kam der Verband wieder zur 229. Infanterie-Brigade, in deren Verbund das Regiment mit einer kurzen Unterbrechung (5. August bis 2. November beim Detachment „Melior“) bis Kriegsende im Einsatz war.
- 28. Juni bis 26. Juli – Reserve der 10. Armee
  - 16. bis 23. Juli – Schlacht bei Kekkau
- 27. Juli bis 20. August – Reserve der 8. Armee
- 20. August bis 9. September – Stellungskämpfe vor Riga

Anschließend der Reserve Oberost zugeteilt, erhielt das Regiment am 20. September 1916 eine 2. und 3. MG-Kompanie.
- 21. September bis 4. November – Schlacht bei Kowel

Unterstellungen unter die 115. Infanterie-Division
- 05. bis 12. November – Stellungskämpfe am oberen Styr-Stochod
- 18. bis 23. November – Verfolgung durch die Westwalachei
- 24. bis 27. November – Kämpfe am unteren Alt
- 01. bis 5. Dezember – Schlacht am Argesch
- 04. bis 8. Dezember – Verfolgung nach der Schlacht am Arges
  - 6. Dezember – Einnahme von Bukarest
- 09. bis 20. Dezember – Verfolgungskämpfe an Jalomita-Prahova und Buzaul
- 21. bis 27. Dezember – Schlacht bei Rimnicul-Sarat
- ab 28. Dezember – Verfolgungskämpfe nach der Schlacht bei Rimnicul-Sarat

#### 1917
Nach den Verfolgungskämpfen nach der Schlacht bei Rimnicul-Sarat nahm das Regiment vom 4. bis 8. Januar an der Schlacht an der Putna teil. Bis 21. Juli lag es im Stellungskrieg an Putna und Sereth und machte anschließend bis 25. Juli die Abwehrkämpfe am Sereth mit. Vom 26. Juli bis 9. Dezember folgten Stellungskämpfe am Sereth und Susita, bis schließlich der Waffenstillstand an der rumänischen Front eintrat.

#### 1918
Nach dem Waffenstillstand wurde das Regiment vom 12. bis 17. April in den Westen transportiert und bis 2. Juni der Reserve der OHL zugeteilt. Anschließend beteiligte sich der Verband bis 13. Juni an der Schlacht bei Soissons und Reims. Daran schlossen sich bis 4. Juli Stellungskämpfe zwischen Oise, Aisne und Marne sowie bis 17. Juli westlich von Soissons an. Während der am 18. Juli beginnenden Abwehrschlacht zwischen Soissons und Reims erlitt das Regiment schwere Verlusten und die Reste wurden am 19. Juli zu einem Kampfbataillon zusammengefasst. Nachdem dieses einen Tag später aus der Front gezogen und der Reserve der OHL zugeteilt worden war, formierte sich das Regiment Ende des Monats wieder zu drei Bataillonen. Ab 8. August lag das Regiment in Stellungskämpfen vor Verdun. Dort musste Ende August aufgrund von Verlusten und der mangelnden Ersatzlage in jedem Bataillon eine Kompanie aufgelöst werden. Am 10. September erhielt das Regiment eine eigene MW-Kompanie. Vom 21. bis 26. September folgten Stellungskämpfe in der Woëvre-Ebene und westlich der Mosel. Daran schlossen sich die Abwehrkämpfe in der Champagne und an der Maas an. Während dieser Kämpfe wurde das II. Bataillon bei Gesnes aufgerieben und die Reste auf das I. und III. Bataillon verteilt.

## Verbleib
Das Regiment marschierte nach dem Waffenstillstand von Compiègne am 11. November 1918 zurück nach Deutschland, wo es über Trier, Mainz, Frankfurt, Bilbel, Teltow, Magdeburg schließlich Anfang Januar 1919 in Greiz eintraf. Hier wurde das Regiment demobilisiert und im Februar 1919 aufgelöst.
Aus demobilisierten Truppenteilen bildeten sich zwei Freiformationen. Im Januar 1919 begann man mit der Aufstellung der II. Abteilung/1. Landesschützen-Brigade mit MW-Zug. Es folgte noch die Aufstellung einer Freiwilligen-Kompanie, die Mitte Februar 1919 als 6. Kompanie zum Freikorps „Eulenburg“ trat. Beide Formationen gingen im Juni 1919 in die Vorläufige Reichswehr auf.
Die Tradition übernahm in der Reichswehr durch Erlass des Chefs der Heeresleitung General der Infanterie Hans von Seeckt vom 24. August 1921 die 7. Kompanie des 12. Infanterie-Regiments.

## Kommandeure
| Dienstgrad            | Name                    | Datum                                                          |
| --------------------- | ----------------------- | -------------------------------------------------------------- |
| Oberst                | Gotthilf Rahtz          | 01. April 1897 bis 17. August 1900                             |
| Oberst                | Friedrich von Jagwitz   | 18. August 1900 bis 26. Januar 1903                            |
| Oberstleutnant        | Franz von Geyso         | 27. Januar bis 17. Oktober 1903                                |
| Oberst                | Richard Emanuel Nicolai | 18. Oktober 1903 bis 9. April 1906                             |
| Oberst                | Christian von Ompteda   | 10. April 1906 bis 21. März 1910                               |
| Oberstleutnant/Oberst | Georg Nagel             | 20. Februar 1910 bis 1. August 1914                            |
| Oberstleutnant        | Fritz Bauer             | 02. August bis 15. September 1914                              |
| Oberst                | Hans von Imhoff         | 16. September bis 4. November 1914                             |
| Major                 | Adolf von Kühn          | 05. November bis 1. Dezember 1914 (mit der Führung beauftragt) |
| Oberstleutnant        | Viktor Bauernstein      | 02. Dezember 1914 bis 29. August 1915                          |
| Oberstleutnant        | Franz Kaiser            | 30. August 1915 bis zur Demobilisierung                        |

## Uniform
- Bunter-Rock
  - weiße brandenburger Ärmelaufschläge mit blauer Paspel
  - rote Schulterstücke mit gelben Ziffern
  - gelber Linien-Adler